# Edward Stringham
Edward Peter Stringham (nacido el 18 de enero de 1975) es un economista estadounidense de escuela austriaca, designado Profesor Davis de la Organización e Innovación Económica en Trinity College en Hartford, Connecticut, EE. UU..
En el ámbito académico, además de recibir su licenciatura en economía del College of the Holy Cross y un Ph.D. de la Universidad George Mason, Stringham fue profesor asociado de la Universidad Estatal de San José entre 2002 y 2008, profesor visitante de la Universidad de Klagenfurt en 2008, y profesor visitante asociado del Trinity College entre 2008 y 2010, distinguiéndose también con su presencia laboral en la Universidad Estatal de Fayetteville y el Texas Tech University.
A la experiencia de Stringham se adiciona que éste ha sido redactor jefe del Journal of Private Entreprise desde 2006, presidente de la Asociación de Educación de la Compañía Privada entre 2006 y 2007, editor de Anarchy, State and Public Choice (2006) y Anarchy and the Law: The Political Economy of Choice (2007), y miembro de la Sociedad Mont Pelerin.
En el año 2006, el economista publicaría un estudio junto con Bethany Peters titulado "No Booze? You May Lose: Why Drinkers Earn More Money Than Nondrinkers" (en español, "¿Sin Alcohol? Puedes perder: Por qué los bebedores ganan más dinero que los no bebedores"). Por aquella declaración polémica, Stringham ha tenido numerosas apariciones en televisión. En 2009 y 2010 publicó "The Catastrophe of What Passes for Alcohol Policy Analysis" y dio un testimonio ante la Legislatura de Connecticut sobre las restricciones del alcohol.
El economista Stringham ha aparecido en una docena de medios como CNBC, Fox News, MTV, y NPR.